# Plectochorus nigrithorax
Plectochorus nigrithorax är en stekelart som beskrevs av Lee och Suh 1991. Plectochorus nigrithorax ingår i släktet Plectochorus och familjen brokparasitsteklar. Inga underarter finns listade i Catalogue of Life.